# Arjeplogs distrikt
Arjeplogs distrikt är det enda distriktet i Arjeplogs kommun i Norrbottens län. Distriktet ligger omkring Arjeplog i västra Lappland och gränsar till Norge.

## Tidigare administrativ tillhörighet
Distriktet inrättades 2016 och utgörs av hela Arjeplogs kommun som också motsvarar Arjeplogs socken.
Området motsvarar den omfattning Arjeplogs församling hade 1999/2000.

## Tätorter och småorter
I Arjeplogs distrikt finns en tätort och en småort.

### Tätorter
- Arjeplog

### Småorter
- Laisvall